# Johnbelkinia
Johnbelkinia (лат.) — род кровососущих комаров из подсемейства Culicinae (триба Sabethini). 3 вида. Неотропика: Южная и Центральная Америка. Чешуйки головы с голубоватым блеском. Хоботок отчётливо длиннее передних бёдер. Личинки обычно обнаруживаются в пазухах листьев и прицветниках. также известны как хищники личинок комаров Wyeomyia. У вида Johnbelkinia ulopus в Тринидаде и Колумбии были обнаружены арбовирусы, что позволяет рассматривать представителей Johnbelkinia в качестве потенциальных носителей патогенных для человека инфекций. Известны также как переносчики яиц носоглоточного овода Dermatobia hominis (Oestridae).

## Систематика
3 вида. Род был выделен в 1979 году калифорнийским энтомологом Томасом Завортинком (англ. Thomas J. Zavortink; Department of Biology, Университет Сан-Франциско, Сан-Франциско) и назван в честь крупного американского диптеролога Джона Белкина (англ. John N. Belkin; 1913—1980). Отношения с другим членами трибы Sabethini остаются неясными, наиболее близок к родам Shannoniana, Runchomyia и Trichoprosopon.
- Johnbelkinia leucopus (Dyar & Knab, 1906) — Коста-Рика, Никарагуа, Панама
- Johnbelkinia longipes (Fabricius, 1805) — Боливия, Бразилия, Венесуэла, Гайана, Колумбия, Перу, Суринам, Французская Гвиана, Эквадор
- Johnbelkinia ulopus (Dyar & Knab, 1906) — Бразилия, Венесуэла, Гайана, Гватемала, Гайана, Гондурас, Колумбия, Коста-Рика, Мексика, Никарагуа, Панама, Суринам, Тринидад, Французская Гвиана, Эквадор